# Józefina Osipowska
Józefina Osipowska (zm. 6 lipca 1853 w Szostakowie w guberni augustowskiej) – polska literatka, powieściopisarka, autorka utworów dla dzieci. Współcześnie całkowicie zapomniana.
Józefina Osipowska pochodziła z rodziny ziemiańskiej, jej ojcem był Franciszek Ksawery Osipowski, a matka Helena z Wiszniewskich była krewną Szymona Konarskiego. 
Swoją karierę literacką Józefina Osipowska rozpoczęła pisząc wiersze i powiastki dla warszawskiego "Magazynu dla Dzieci" w roku 1836. Jej utwory były drukowane także w takich czasopismach jak "Pielgrzymie", czy "Zorzy". Osipowska była autorką także piszącą do noworocznika Pauliny Krakowowej „Pierwiosnek”. 
Jej główną twórczością były jednak powieści, takie jak: 
- "Pierścionek" romans obyczajowy opublikowany w 1842 roku
- "Zofia Olelkiewiczówna, księżniczka słucka", wydana także w 1842 roku
- "Wajdelotka, czyli Dolina Aleksoty", powieść oparta na podaniach z kronik litewskich, opublikowana w 1844 roku.
- "Podarunek cioci, czyli powieści dla dorastających dzieci" zbiór opowiadań z 1847 roku.
- "Powołanie" (z 1848 roku)
- "Walka z szatanem" (z 1848 roku)

W warszawskim środowisku literackim była znaną uczestniczką zebrań literackich w salonie Katarzyny Lewockiej (według Pauliny Wilkońskiej).